# ZynAddSubFX
ZynAddSubFX è un sintetizzatore software open source per Linux, macOS e Microsoft Windows.
Per la generazione del suono ha tre motori synth ibridi che combinano le sintesi additiva, sottrattiva, Fourier e altri metodi di sintesi. Campioni esterni non vengono utilizzati per produrre il suono; tutto è fatto per sintesi.
Il sintetizzatore ha effetti come riverbero, Eco, chorus, distorsione, equalizzazione e altri, con supporto microtonale e differenti possibili accordature.
L'autore di ZynAddSubFX è un programmatore rumeno, http://www.paulnasca.com/home. Il progetto è stato avviato nel marzo del 2002 e la prima release pubblica (1.0.0) è del 25 settembre, 2002.
Una limitata versione per Mac OS X è stata distribuita da Ben Powers, port PowerPC (solo chip G4-G5).
Una implementazione VST è ora disponibile, mantenuta da jackoo (Vlad Ionescu) sul forum KVR Audio La versione VST è ancora in fase di sviluppo beta, ma è stata testato con host come VSTHost, energyXT 1.41, Cubase e REAPER. L'ultima versione dispone di un meccanismo di 'MidiLearn' (che consente agli utenti di assegnare comandi CC a vari controlli), automazione con parametri VST nativi e uscite multiple.

## Generazione sonora
ZynAddSubFX combina diversi metodi di sintesi audio per creare suoni: sintesi additiva dal motore ADSynth, sintesi sottrattiva dal motore SUBSynth, e un algoritmo utilizzato per generare wavetables nel motore PADSynth.

## Musica prodotta con ZynAddSubFX
ZynAddSubFX stato descritto nel contesto KVR One-Synth-Challenge Archiviato il 13 ottobre 2020 in Internet Archive. .
Nel novembre 2013, unfa ha pubblicato un album interamente prodotto con ZynAddSubFX.

## Supporto tecnico
La pagina di supporto ufficiale è anche sul forum KVR Audio: ZynAddSubFX support